# Stiphropus bisigillatus
Stiphropus bisigillatus es una especie de araña del género Stiphropus, familia Thomisidae.

## Distribución
Se distribuye por Sudáfrica.

## Taxonomía
Fue descrita por Lawrence en 1952.
Tratamiento taxonómico
La especie aparece registrada y publicada en New spiders from the eastern half of South Africa. Annals of the Natal Museum 12: 183–226.